# Ghan (georgiska)
Ghan, (georgiska: ღანი eller ღან, Ghani eller Ghan; IPA: [ɣan]), är den 23:e bokstaven i det georgiska alfabetet. Bokstaven skrivs på georgiska ღ och transkriberas till svenska som "Gh".
Ghan representeras i det internationella fonetiska alfabetet av [ɣ]: en tonande velar frikativa.
Enligt ISO 9984 translittereras bokstaven som "ḡ". Hos Unicode har bokstaven två olika koder. Dels asomtavruli-koden som är U+10B6 och sedan den som gäller mchedruli och nuschuri som är U+10E6.